# Магнус I Мекленбургский
Магнус I Мекленбургский (нем. Magnus I., Herzog zu Mecklenburg; ок. 1345 — 1 сентября 1384) — герцог Мекленбургский с 24 апреля 1383 года.
Магнус — третий сын герцога Альбрехта II Мекленбургского и его супруги Евфимии, которая приходилась сестрой шведскому королю Магнусу II. Магнус был женат на Елизавете Померанско-Вольгастской, дочери герцога Барнима IV. У них было двое детей:
- Иоганн IV, правитель (1384—1395) и соправитель (1395—1422) Мекленбурга;
- Евфимия (ум. 16 октября 1417), замужем за Бальтазаром Верльским, правителем Верле.

После смерти своего брата Генриха III он вместе с его сыном Альбрехтом IV управлял герцогством Мекленбург в 1383—1384 годах.